# Marinera

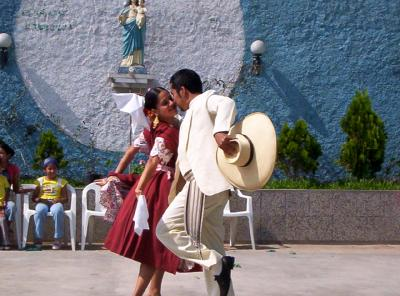
Marinera de Trujillo

Marinera ist ein Musik- und Tanzstil aus der Nordküste Perus. Die kulturelle Zentren bilden dabei die Gegenden um Trujillo, Chiclayo und Piura. Der Tanz ist im 3/4-Takt gehalten und wird in einer Blasmusikformation mit starker Rhythmusgruppe gespielt. Typisches Kennzeichen der Marinera ist der ausgehaltene Trommelwirbel am Anfang jeden Liedes, und die ausgeprägte Kontramelodie der tiefen Instrumente.
Der Tanz wird immer paarweise durchgeführt und beschreibt einen eigentlichen Umwerbung des Herrn gegenüber der Dame. Dabei wechseln starke Verneigungsgesten und schnelle Drehungen mit stepptanzähnlichen, virtuosen Kurzschritten ab. Das Paar tanzt anfangs im Abstand von zwei bis drei Metern, bis am Ende mit leichten Berührungen an Hüfte oder Händen.
Typische Kleidungsstücke sind ein großer Hut bei den Herren und ein weiter Rock bei der Dame. Beide halten zusätzlich ein weißes Taschentuch in den Händen, welches im Rhythmus geschwenkt und teilweise in die Luft gewirbelt wird.
Der Name Marinera stammt in Anlehnung an den früheren peruanischen Marineadmiral Miguel Grau vom Ende des 19. Jahrhunderts, da dieser Admiral aus dem Norden Perus stammt. Der Name erfuhr diese Änderung nach dem Salpeterkrieg aus nationalistischen Gründen, da er zuvor Chilena hieß. Der Tanz gleicht aus diesen historischen Gründen auch der Cueca.
Eine Ableitung der Marinera ist der eher rustikalgetanzte und gespielte Tondero. Weitere Varianten sind unter anderem die Marinera Limeña (aus Lima) oder Marinera puneña (aus Puno), welche im Tanzstil spürbare Einflüsse anderer Tanzformen aus den entsprechenden Regionen aufweisen.